# Niederhaslach
Niederhaslach es una localidad y comuna francesa, situada en el departamento de Bajo Rin en la región de Alsacia.
Limita al norte con Oberhaslach y Still, al sur con Muhlbach-sur-Bruche y Mollkirch, al este con Heiligenberg y al oeste con Urmatt. 

## Demografía
| 1022 | 1048 | 1103 | 1055 | 1088 | 1182 |
| Para los censos de 1962 a 1999 la población legal corresponde a la población sin duplicidades (Fuente: INSEE [Consultar]) |      |      |      |      |      |

## Patrimonio
- Iglesia Saint-Florent, monumento histórico.